# 集义庄乡
集义庄乡，是中华人民共和国山西省忻州市繁峙县下辖的一个乡镇级行政单位。

## 行政区划
集义庄乡下辖以下地区：
集义庄村、大圣地村、四美地村、兴旺庄村、果园村、大宋峪村、小宋峪村、东坡头村、白石头村、上永兴村、下永兴村、南龙兴村、北龙兴村、净林村、北大沟村、下双井村、常胜村、宏旺村、石塔沟村、西坡头村和三圣地村。